# Andrey Gustavo dos Santos
Andrey Gustavo dos Santos (sinh ngày 23 tháng 9 năm 1974) là một cầu thủ bóng đá người Brasil.

## Sự nghiệp câu lạc bộ
Andrey Gustavo dos Santos đã từng chơi cho Sanfrecce Hiroshima.

## Thống kê câu lạc bộ

### J.League
| Đội                 | Năm       | J.League | J.League | J.League Cup | J.League Cup | Tổng cộng | Tổng cộng |
| Đội                 | Năm       | Trận     | Bàn      | Trận         | Bàn          | Trận      | Bàn       |
| ------------------- | --------- | -------- | -------- | ------------ | ------------ | --------- | --------- |
| Sanfrecce Hiroshima | 1993      | 0        | 0        | 0            | 0            | 0         | 0         |
| Sanfrecce Hiroshima | 1994      | 2        | 0        | 0            | 0            | 2         | 0         |
| Sanfrecce Hiroshima | 1995      | 0        | 0        | -            | -            | 0         | 0         |
| Tổng cộng           | Tổng cộng | 2        | 0        | 0            | 0            | 2         | 0         |